# Anna Gunn
Anna Gunn (Cleveland, 11 agosto 1968) è un'attrice statunitense.
È nota soprattutto per il ruolo di Skyler White nell'acclamata serie televisiva Breaking Bad (2008-2013), per il quale ha vinto due Premi Emmy come miglior attrice non protagonista in una serie televisiva.

## Filmografia

### Cinema
- Junior, regia di Ivan Reitman (1994)
- Without Evidence, regia di Gill Dennis (1995)
- Santa Fe, regia di Andrew Shea (1997)
- Nemico pubblico (Enemy of the State), regia di Tony Scott (1998)
- Lost Souls - La profezia (Lost Souls), regia di Janusz Kaminski (2000)
- Nobody's Baby, regia di David Seltzer (2001)
- Treading Water, regia di Nia Peeples (2002)
- Red State, regia di Kevin Smith (2011)
- Little Red Wagon, regia di David Anspaugh (2012)
- Sassy Pants, regia di Coley Sohn (2012)
- Sully, regia di Clint Eastwood (2016)
- Equity, regia di Meera Menon (2016)

### Televisione
- In viaggio nel tempo (Quantum Leap) – serie TV, episodio 4x11 (1992)
- Il gioco della seduzione (Indecency), regia di Marisa Silver – film TV (1992)
- Down the Shore – serie TV, 29 episodi (1992-1993)
- Seinfeld – serie TV, episodio 5x03 (1993)
- Persone scomparse (Missing Persons) – serie TV, episodio 1x14 (1994)
- Moment of Truth: Caught in the Crossfire, regia di Chuck Bowman – film TV (1994)
- NYPD - New York Police Department (NYPD Blue) – serie TV, episodi 1x18-2x04 (1994)
- Nessuno sapeva (If Someone Had Known), regia di Eric Laneuville – film TV (1995)
- Murder One – serie TV, episodi 1x03-1x04-1x14 (1995-1996)
- Chicago Hope – serie TV, episodio 2x18 (1996)
- The Lazarus Man – serie TV, episodio 1x12 (1996)
- Men Behaving Badly – serie TV, episodio 1x01 (1996)
- The Big Easy – serie TV, episodio 1x12 (1996)
- Sleepwalkers – serie TV, episodio 1x02 (1997)
- The Practice - Professione avvocati (The Practice) – serie TV, 10 episodi (1997-2002)
- E.R. - Medici in prima linea (ER) – serie TV, episodio 5x18 (1999)
- The Drew Carey Show – serie TV, episodio 5x04 (1999)
- Giudice Amy (Judging Amy) – serie TV, episodio 1x11 (1999)
- Bull – serie TV, episodio 1x20 (2000)
- The Guardian – serie TV, episodi 1x02-1x11 (2001)
- Prima o poi divorzio! (Yes, Dear) – serie TV, episodio 3x05 (2002)
- Dragnet – serie TV, episodi 1x01-1x05 (2003)
- The O'Keefes – serie TV, episodio 1x01 (2003)
- L.A. Confidential, regia di Eric Laneuville – film TV (2003)
- Una nuova vita per Zoe (Wild Card) – serie TV, episodio 1x07 (2003)
- The Lyon's Den – serie TV, episodio 1x09 (2003)
- L'estate della nostra vita (Twelve Mile Road), regia di Richard Friedenberg – film TV (2003)
- Miss Match – serie TV, episodio 1x04 (2003)
- Miracles – serie TV, episodio 1x07 (2003)
- NYPD 2069, regia di Gregory Hoblit – film TV (2004)
- The D.A. – serie TV, episodio 1x01 (2004)
- Six Feet Under – serie TV, episodio 4x03 (2004)
- Deadwood – serie TV, 21 episodi (2005-2006)
- Boston Legal – serie TV, episodio 3x12 (2007)
- Breaking Bad – serie TV, 61 episodi (2008-2013)
- Law & Order - I due volti della giustizia (Law & Order) – serie TV, episodio 20x22 (2010)
- Lie to Me – serie TV, episodio 3x03 (2010)
- The Mindy Project – serie TV, episodio 2x18 (2014)
- Gracepoint – serie TV, 10 episodi (2014)
- Portlandia – serie TV, episodio 5x08 (2015)
- Criminal Minds – serie TV, episodio 10x19 (2015)
- Shades of Blue – serie TV, 10 episodi (2017)
- Deadwood - Il film (Deadwood: The Movie), regia di Daniel Minahan – film TV (2019)
- Sugar - miniserie TV, 6 episodi (2024)
- Los Gringo Hunters - serie TV (2025)

### Doppiatrice
- Blood Omen: Legacy of Kain – videogioco (1996)
- Legacy of Kain: Soul Reaver – videogioco (1999)
- Legacy of Kain: Soul Reaver 2 – videogioco (2001)
- Legacy of Kain: Defiance – videogioco (2003)
- Robot Chicken – serie animata, episodio 8x18 (2016)

## Riconoscimenti
- Premi Emmy
  - 2012 – Candidatura alla miglior attrice non protagonista in una serie drammatica per Breaking Bad
  - 2013 – Miglior attrice non protagonista in una serie drammatica per Breaking Bad
  - 2014 – Miglior attrice non protagonista in una serie drammatica per Breaking Bad
- Screen Actors Guild Awards
  - 2007 – Candidatura al miglior cast in una serie drammatica per Deadwood
  - 2012 – Candidatura al miglior cast in una serie drammatica per Breaking Bad
  - 2013 – Candidatura al miglior cast in una serie drammatica per Breaking Bad
  - 2014 – Miglior cast in una serie drammatica per Breaking Bad
  - 2014 – Candidatura alla miglior attrice in una serie drammatica per Breaking Bad

## Doppiatrici italiane
Nelle versioni in italiano delle opere in cui ha recitato, Anna Gunn è stata doppiata da:
- Alessandra Korompay in Breaking Bad, Equity, Deadwood - Il film
- Isabella Pasanisi in Junior, Shades of Blue
- Jenny De Cesarei in The Guardian
- Antonella Rinaldi in Deadwood
- Pinella Dragani in Law & Order - I due volti della giustizia
- Maddalena Vadacca ne L'estate della nostra vita
- Cinzia De Carolis in Criminal Minds
- Roberta Pellini in Sully
- Roberta Gallina Laurenti in Legacy of Kain: Soul Reaver [1]